# Associació Japonesa de Karate
L'Associació Japonesa de Karate (AJK) (en japonès: 日本 空手 协会 Nihon Karate Kyokai; en anglès: Japan Karate Association, JKA) és una de les primeres i més influents organitzacions de karate estil shotokan al món.
El mestre Gichin Funakoshi, i el seu fill Yoshitaka Funakoshi van tenir un paper important en la introducció i adaptació de l'art marcial del karate shorin ryu, originari d'Okinawa, a les illes del Japó, modificant per tal adaptar-lo des d'un art marcial clàssic conformat per un conjunt de tècniques i tàctiques per al combat; cap a una activitat física que requereix un major condicionament físic (entrenament esportiu) amb un enfocament filosòfic basat en el confucianisme, i en el budisme zen. Que finalment es va enfocar en el seu aspecte esportiu. A finals de la dècada de 1940, alguns dels seus estudiants de major grau (per exemple Isao Obata, Masatoshi Nakayama, Hidetaka Nishiyama) van formar una organització de karate, dedicada a la investigació, promoció, supervisió d'esdeveniments i educació, anomenada la Japan Karate Association el 1949. Gichin Funakoshi, als seus 80 anys va obtenir el títol honorífic equivalent a instructor cap emèrit, mentre que Masatoshi Nakayama va ser designat com a instructor en cap.
La JKA va sorgir a partir dels clubs de karate de les universitats japoneses ubicades a la regió de Tòquio. No obstant això, la majoria d'aquestes universitats es van distanciar de la JKA durant la dècada de 1950. La Universitat Takushoku va mantenir forts lligams amb la JKA, sent l'alma mater de la majoria dels instructors de major categoria (per exemple Nakayama, Nishiyama, Okazaki, Asai, Kase, Kanazawa, Enoeda), responsables de la consolidació de l'associació durant la dècada de 1960 i 1970.